# CALML3
CALML3‏ (Calmodulin like 3) هوَ بروتين يُشَفر بواسطة جين CALML3 في الإنسان.